# Penthéréaz
Penthéréaz est une commune suisse du canton de Vaud, située dans le district du Gros-de-Vaud. Citée dès 1141, elle fait partie du district d'Échallens de 1803 à 2007. La commune est peuplée de 438 habitants en 2023. Son territoire, d'une surface de 568 hectares, se situe dans la région du Gros-de-Vaud.

## Histoire
Cité dès 1141 sous le nom de Panterea dans une bulle du pape Innocent III, le village de Penthéréaz n'est alors qu'une chapelle filiale[Quoi ?] de Goumoens-la-Ville dépendante de l'abbaye de Montbenoît, en Bourgogne.
Part de la seigneurie d'Échallens au Moyen Âge, Penthéréaz est ensuite inclus dans le bailliage commun d'Orbe-Echallens dès 1484 ; la région est alors dirigée par les cantons de Berne et de Fribourg ; avec l'adoption de la Réforme protestante par le premier et son introduction dans le Gros-de-Vaud dès 1619, les catholiques sont chassés en 1675. Ils ne reviendront qu'après la révolution vaudoise de 1798.

## Géographie
Jusqu'à sa dissolution, la commune faisait partie du district d'Échallens. Depuis le 1er septembre 2008, elle fait partie du nouveau district du Gros-de-Vaud. Elle a des frontières communes avec Vuarrens, Villars-le-Terroir, Goumoëns, Bavois et Chavornay.
Le territoire de la commune est situé sur le plateau suisse, dans la région du Gros-de-Vaud. Elle se trouve principalement sur le plateau de Penthéréaz, large d'environ 2 kilomètres, qui atteint l'altitude maximale de 636 mètres. Le plateau est bordé à l'est par la vallée du Buron et, au nord-est, par la vaste forêt du bois de Buron. Cette forêt, et plus particulièrement l'étang du Bruon en son centre, est une protégée comme la zone de reproduction pour les amphibiens.
Au nord-ouest, le plateau s'abaisse graduellement vers l'Orbe (rivière) que rejoint le ruisseau du Sadaz. La frontière nord s'étend le long de la lisière du Bois Désert alors qu'à l'ouest, après la petite vallée de Cuenet, elle est marquée par le lit du Talent qui a ici profondément entaillé la molasse.
En plus du village de Penthéréaz, la commune compte également le hameau de Champ de Vaud (602 m ü. M.) qui se trouve sur la pente ouest du Buron, ainsi que plusieurs exploitations agricoles isolées.

## Population

### Surnoms
Les habitants de la commune sont surnommés les buïa-Tsa (les lessive-chats en patois vaudois) et les Matous. Selon une histoire, le premier surnom s'explique par le fait qu'une femme aurait mis un chat dans une cuve à lessive, à dessein ou par inadvertance,.

### Démographie
En 2000, la population de Penthéréaz est composée de 167 hommes (47,9 %) et 182 femmes (52,1 %). Il y a 330 personnes suisses (94,6 %) et 19 personnes étrangères (5,4 %). La langue la plus parlée est le français, avec 330 personnes (94,6 %). La deuxième langue est l'allemand (8 ou 2,3 %) et la troisième langue est le portugais (7 ou 2 %). Sur le plan religieux, la communauté protestante est la plus importante avec 224 personnes (64,2 %), suivie des catholiques (79 ou 22,6 %). 36 personnes (10,3 %) n'ont aucune appartenance religieuse.
Penthéréaz compte 438 habitants au 31 décembre 2023 pour une densité de population de 77 hab/km2. Sur la période 2010-2019, sa population a augmenté de 16,6 % (canton : 12,9 % ; Suisse : 9,4 %).  

## Politique
Lors des élections fédérales suisses de 2011, la commune a voté à 41,10 % pour l'Union démocratique du centre. Les deux partis suivants furent le Parti socialiste suisse avec 19,21 % des suffrages et le Parti libéral-radical avec 16,10 %.
Lors des élections cantonales au Grand Conseil de mars 2011, les habitants de la commune ont voté pour le Parti libéral-radical à 26,16 %, l'Union démocratique du centre à 21,40 %, le Parti socialiste à 20,39 %, l'Alliance du centre à 19,93 % et les Verts à 12,12 %.
Sur le plan communal, Penthéréaz est dirigé par une municipalité formée de 5 membres et dirigée par un syndic pour l'exécutif et un Conseil général dirigé par un président et secondé par un secrétaire pour le législatif.

## Économie
Jusque dans la seconde moitié du XXe siècle, l'économie locale était principalement tournée vers l'agriculture (en particulier des endives), l'arboriculture fruitière et l'élevage qui sont encore les principaux fournisseurs d'emplois locaux. Pendant les dernières décennies, le village s'est modifié et accueille de nombreuses personnes qui travaillent dans les régions d'Orbe et d'Yverdon-les-Bains ; cette transformation s'est accompagnée de la création de plusieurs entreprises locales de service.

## Transports
Penthéréaz fait partie de la communauté tarifaire vaudoise Mobilis. Le bus CarPostal reliant Échallens à Chavornay s'arrête dans la commune. Elle est également desservie par les bus sur appel Publicar, qui sont aussi un service de CarPostal.